# 磐梯熱海駅
磐梯熱海駅（ばんだいあたみえき）は、福島県郡山市熱海町熱海4丁目にある、東日本旅客鉄道（JR東日本）磐越西線の駅である。
「熱海」の地名は静岡県の熱海温泉の名を鎌倉時代に拝借したもの（磐梯熱海温泉を参照）で、駅名は静岡県熱海市の熱海駅と区別するために「磐梯」を冠している。

## 歴史
- 1898年（明治31年）7月26日[3]：岩越鉄道の熱海駅（あたみえき）として開業[5]。
- 1906年（明治39年）11月1日：岩越鉄道が国有化[5]。
- 1925年（大正14年）3月20日：岩代熱海駅（いわしろあたみえき）に改称[1]。
- 1965年（昭和40年）6月1日：磐梯熱海駅に改称[2]。
- 1978年（昭和53年）9月10日：貨物の取り扱いを廃止[6]。
- 1979年（昭和54年）6月：現駅舎に改築。
- 1984年（昭和59年）
  - 2月1日：荷物の扱いを廃止[6]。
  - 9月27日：昭和天皇、香淳皇后の県内行幸啓に合わせて、お召し列車が磐梯熱海駅発、原宿駅着で運転[7]。
- 1987年（昭和62年）4月1日：国鉄分割民営化により、JR東日本の駅となる[6][8]。
- 2002年（平成14年）：東北の駅百選に選定される。
- 2009年（平成21年）4月1日：業務委託化。磐梯熱海駅長（郡山駅助役待遇）を廃止。
- 2014年（平成26年）4月1日：ICカード「Suica」の利用が可能となる[9]。
- 2022年（令和4年）10月31日：みどりの窓口の営業を終了[3]。
- 2024年（令和6年）10月1日：えきねっとQチケのサービスを開始[10][11]。

## 駅構造
相対式ホーム2面2線を有する地上駅である。互いのホームは跨線橋で連絡している。かつては単式ホーム1面1線、島式ホーム1面2線の計2面3線であり、3番線は当駅始発列車と主に普通列車の待避に使われていた。のちに、旧3番線は架線もレールも取り払われている。構内の安子ケ島方が急カーブとなっているため、40 km/hの速度制限を受ける。2015年（平成27年）3月14日改正のダイヤでは1日5往復当駅で交換を行っている。信号設備上では駅舎側の1番線が上下本線となっており、交換がないときは両方向とも1番線から発着する。
郡山駅が管理し、JR東日本東北総合サービスが受託する業務委託駅である。自動券売機と簡易Suica改札機が設置されている。駅舎は、なだらかな三角屋根をもつコンクリート平屋のもので、トイレは水洗式である。

### のりば
| 番線 | 路線      | 方向 | 行先                 |
| ---- | --------- | ---- | -------------------- |
| 1    | ■磐越西線 | 上り | 郡山方面             |
| 1・2 | ■磐越西線 | 下り | 会津若松・喜多方方面 |

- 2番線は列車交換時のみ使用

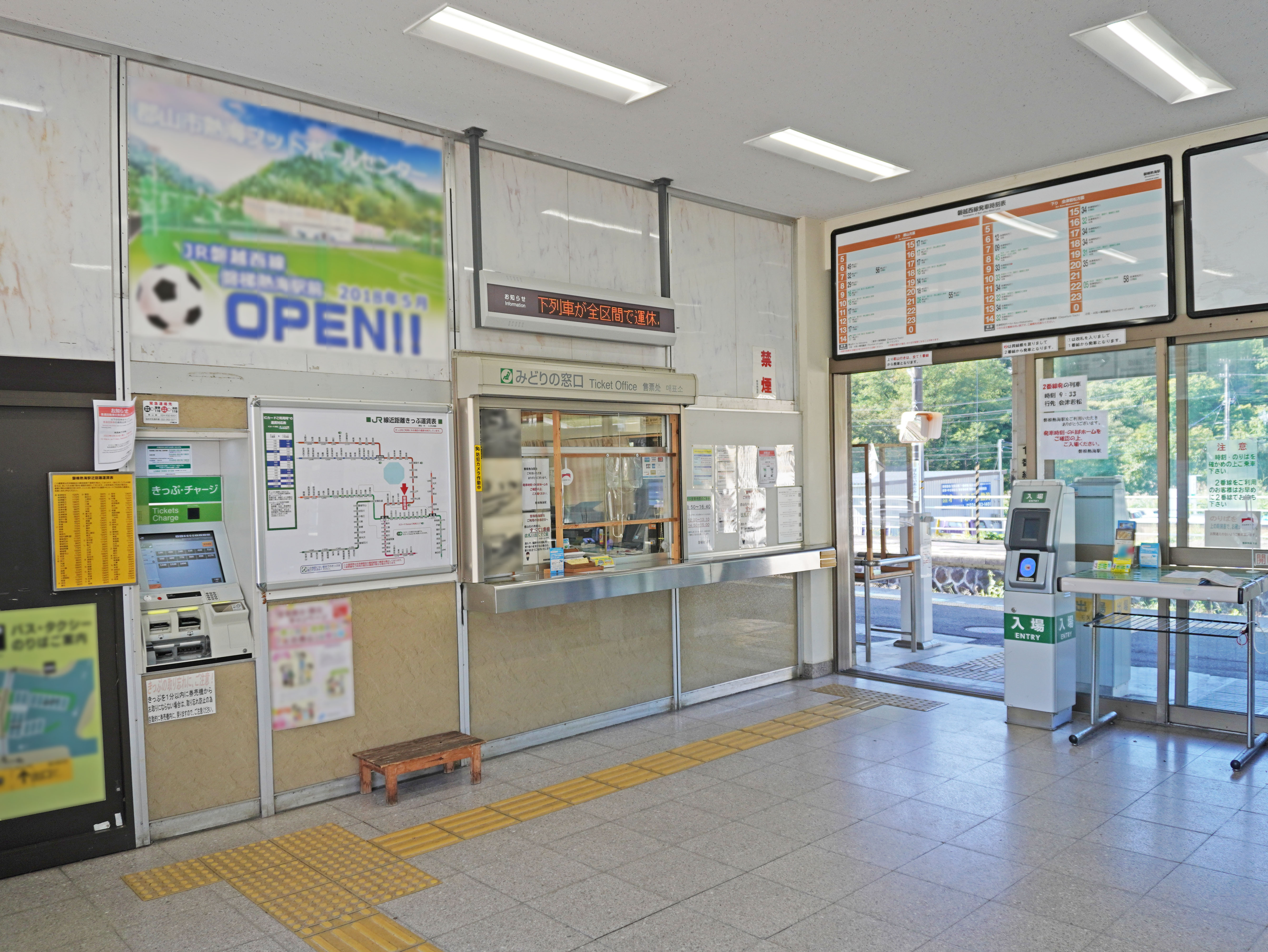
改札口と切符売り場（2022年9月）
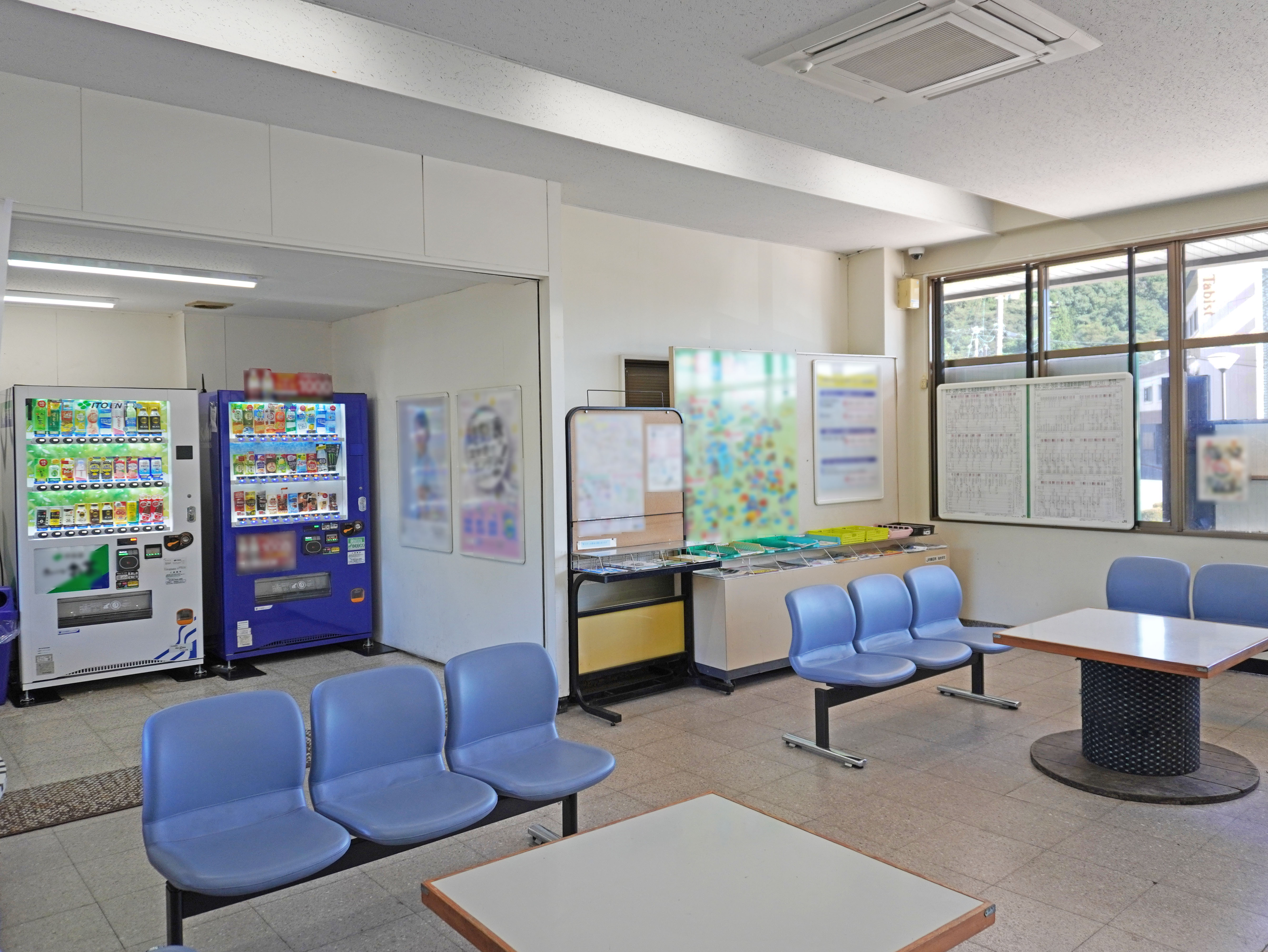
待合室（2022年9月）
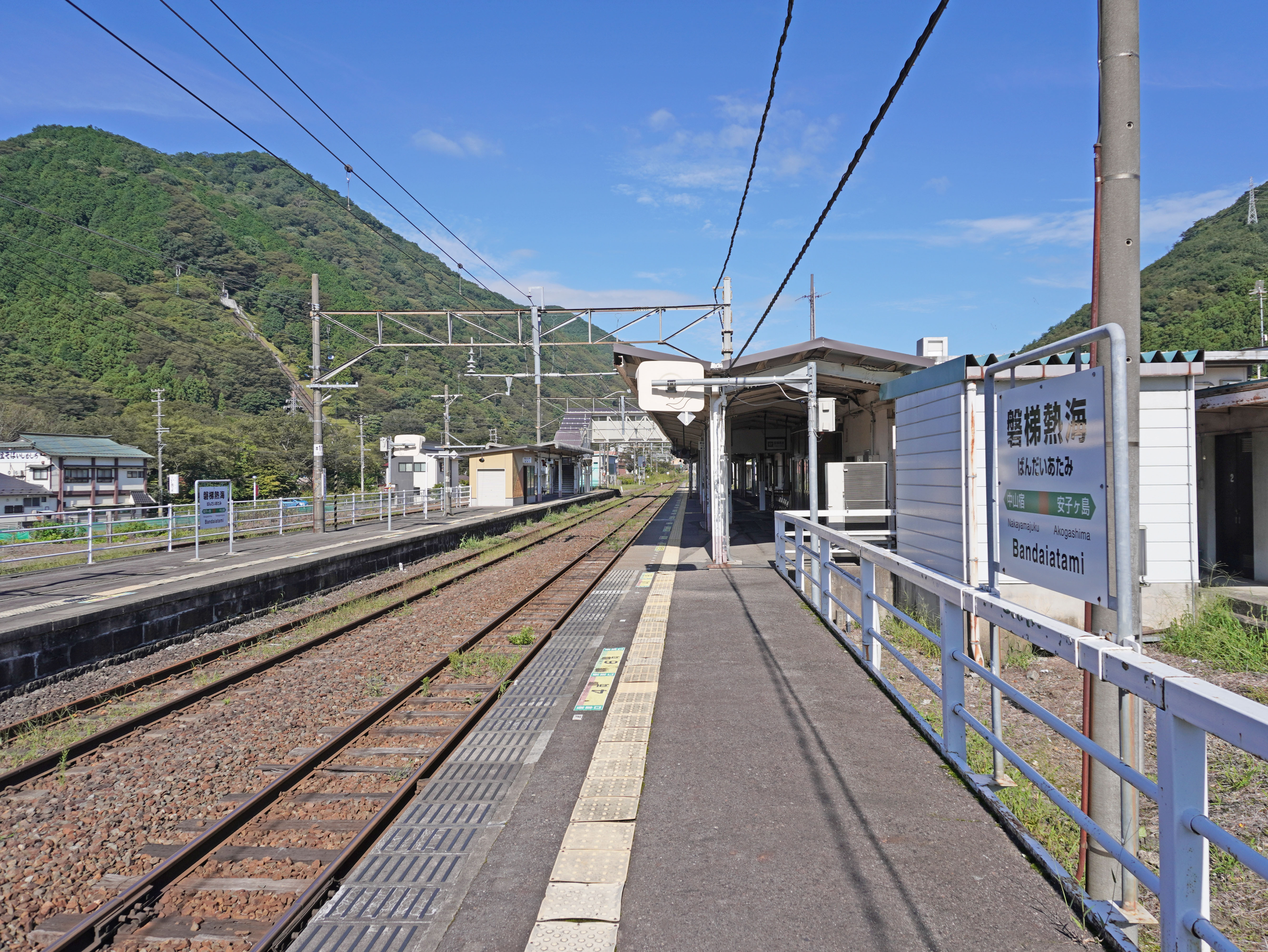
ホーム（2022年9月）

## 利用状況
JR東日本によると、2023年度（令和5年度）の1日平均乗車人員は212人である。
2000年度（平成12年度）以降の推移は以下のとおりである。
| 1日平均乗車人員推移 | 1日平均乗車人員推移 | 1日平均乗車人員推移 | 1日平均乗車人員推移 | 1日平均乗車人員推移 |
| 年度                | 定期外              | 定期                | 合計                | 出典                |
| ------------------- | ------------------- | ------------------- | ------------------- | ------------------- |
| 2000年（平成12年）  |                     |                     | 449                 | [ 利用客数 2 ]      |
| 2001年（平成13年）  |                     |                     | 418                 | [ 利用客数 3 ]      |
| 2002年（平成14年）  |                     |                     | 393                 | [ 利用客数 4 ]      |
| 2003年（平成15年）  |                     |                     | 399                 | [ 利用客数 5 ]      |
| 2004年（平成16年）  |                     |                     | 389                 | [ 利用客数 6 ]      |
| 2005年（平成17年）  |                     |                     | 382                 | [ 利用客数 7 ]      |
| 2006年（平成18年）  |                     |                     | 373                 | [ 利用客数 8 ]      |
| 2007年（平成19年）  |                     |                     | 377                 | [ 利用客数 9 ]      |
| 2008年（平成20年）  |                     |                     | 360                 | [ 利用客数 10 ]     |
| 2009年（平成21年）  |                     |                     | 336                 | [ 利用客数 11 ]     |
| 2010年（平成22年）  |                     |                     | 299                 | [ 利用客数 12 ]     |
| 2011年（平成23年）  |                     |                     | 302                 | [ 利用客数 13 ]     |
| 2012年（平成24年）  | 186                 | 114                 | 301                 | [ 利用客数 14 ]     |
| 2013年（平成25年）  | 180                 | 122                 | 302                 | [ 利用客数 15 ]     |
| 2014年（平成26年）  | 177                 | 106                 | 284                 | [ 利用客数 16 ]     |
| 2015年（平成27年）  | 182                 | 98                  | 281                 | [ 利用客数 17 ]     |
| 2016年（平成28年）  | 161                 | 101                 | 262                 | [ 利用客数 18 ]     |
| 2017年（平成29年）  | 159                 | 88                  | 247                 | [ 利用客数 19 ]     |
| 2018年（平成30年）  | 170                 | 83                  | 254                 | [ 利用客数 20 ]     |
| 2019年（令和元年）  | 164                 | 80                  | 244                 | [ 利用客数 21 ]     |
| 2020年（令和02年）  | 94                  | 73                  | 167                 | [ 利用客数 22 ]     |
| 2021年（令和03年）  | 100                 | 72                  | 172                 | [ 利用客数 23 ]     |
| 2022年（令和04年）  | 128                 | 72                  | 200                 | [ 利用客数 24 ]     |
| 2023年（令和05年）  | 135                 | 76                  | 212                 | [ 利用客数 1 ]      |

## 駅周辺
駅のすぐ近くや、南側の五百川沿いに磐梯熱海温泉の温泉街が広がっており、宿泊施設なども多い。
- ほっとあたみ
  - 郡山市役所熱海行政センター
  - 磐梯熱海観光物産館
  - 熱海フットボールセンター
- 熱海郵便局
- 郡山北警察署熱海駐在所
- 郡山地方広域消防組合郡山消防署熱海分署
- 郡山市立熱海中学校
- 日本きもの文化美術館
- 磐梯熱海アイスアリーナ
- 磐梯熱海スポーツパーク
- 安達太良山南登山口
- 母成高原
- 郡山石筵ふれあい牧場
- 銚子ケ滝
- 郡山市ケヤキの森
- 駅前に足湯
- かんぽの宿郡山（2019年〈令和元年〉12月20日をもって閉館）
- 郡山ユラックス熱海
- 福島交通熱海車庫（駅より約1.2キロメートル）
- 福島県道8号本宮熱海線
- 福島県道24号中の沢熱海線
- 福島県道200号磐梯熱海停車場線
- 国道49号
- 磐越自動車道 磐梯熱海インターチェンジ
- 五百川
- 福島交通・会津バス「熱海駅前」停留所

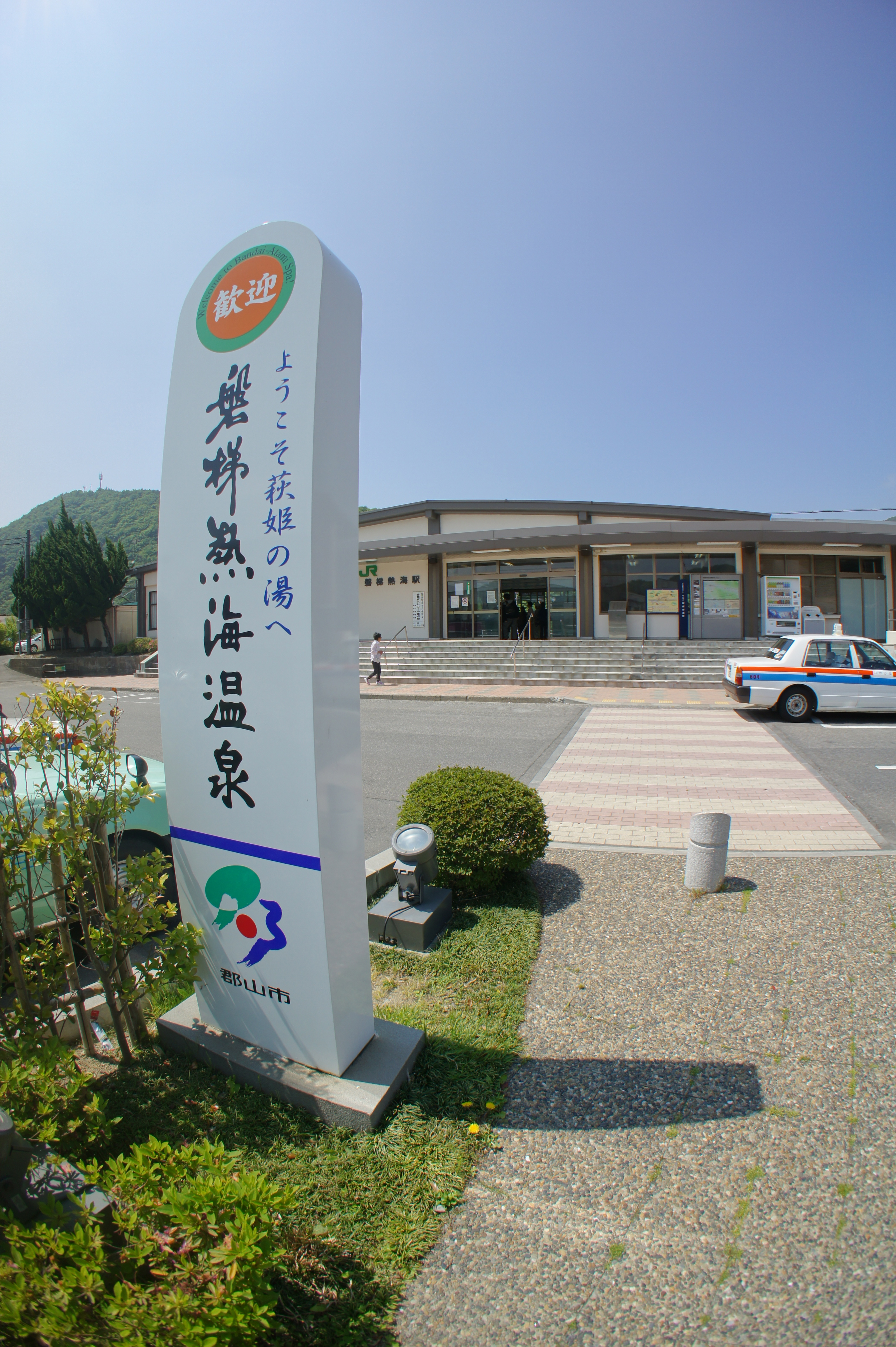
駅前広場
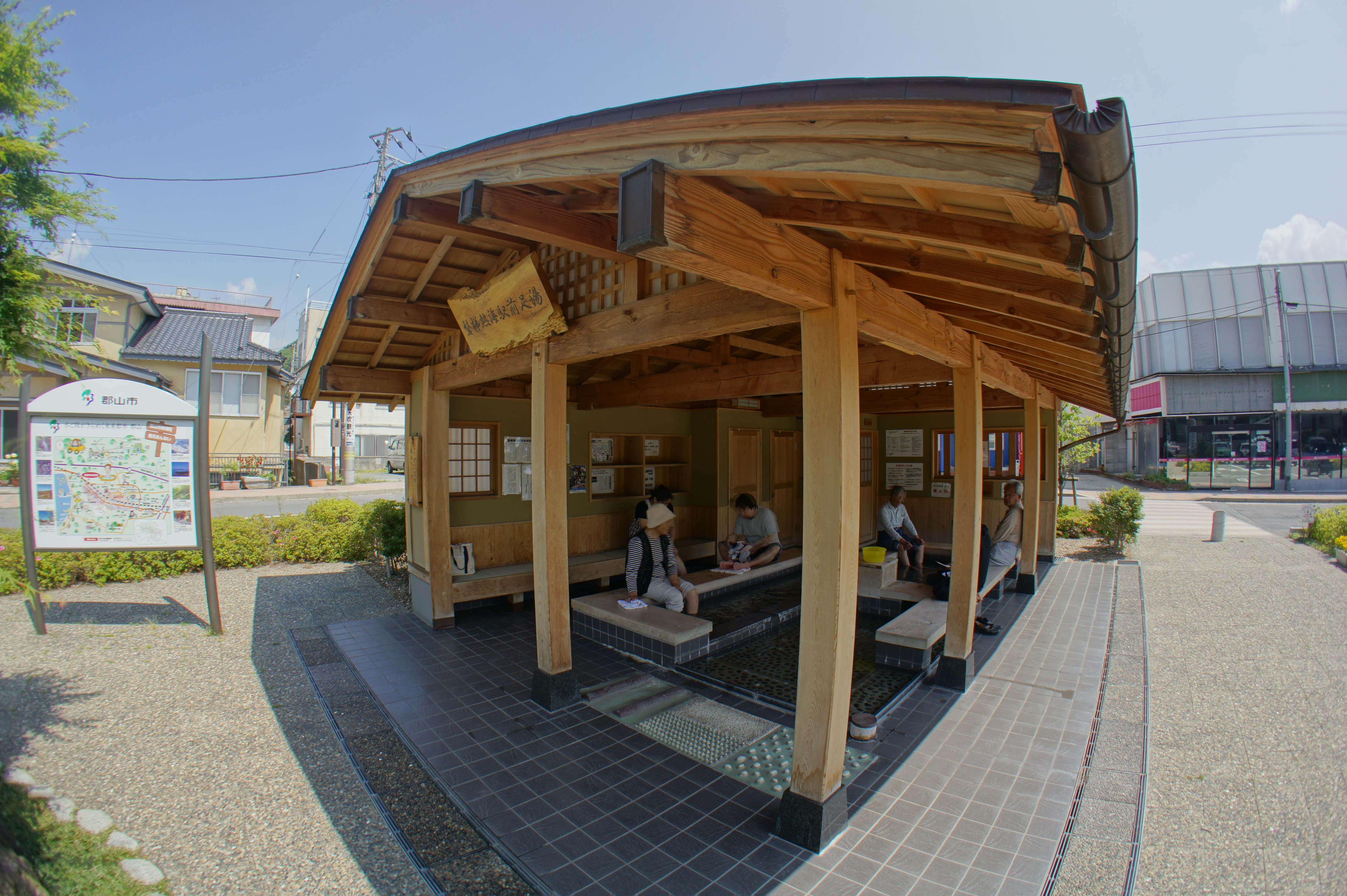
磐梯熱海駅前足湯
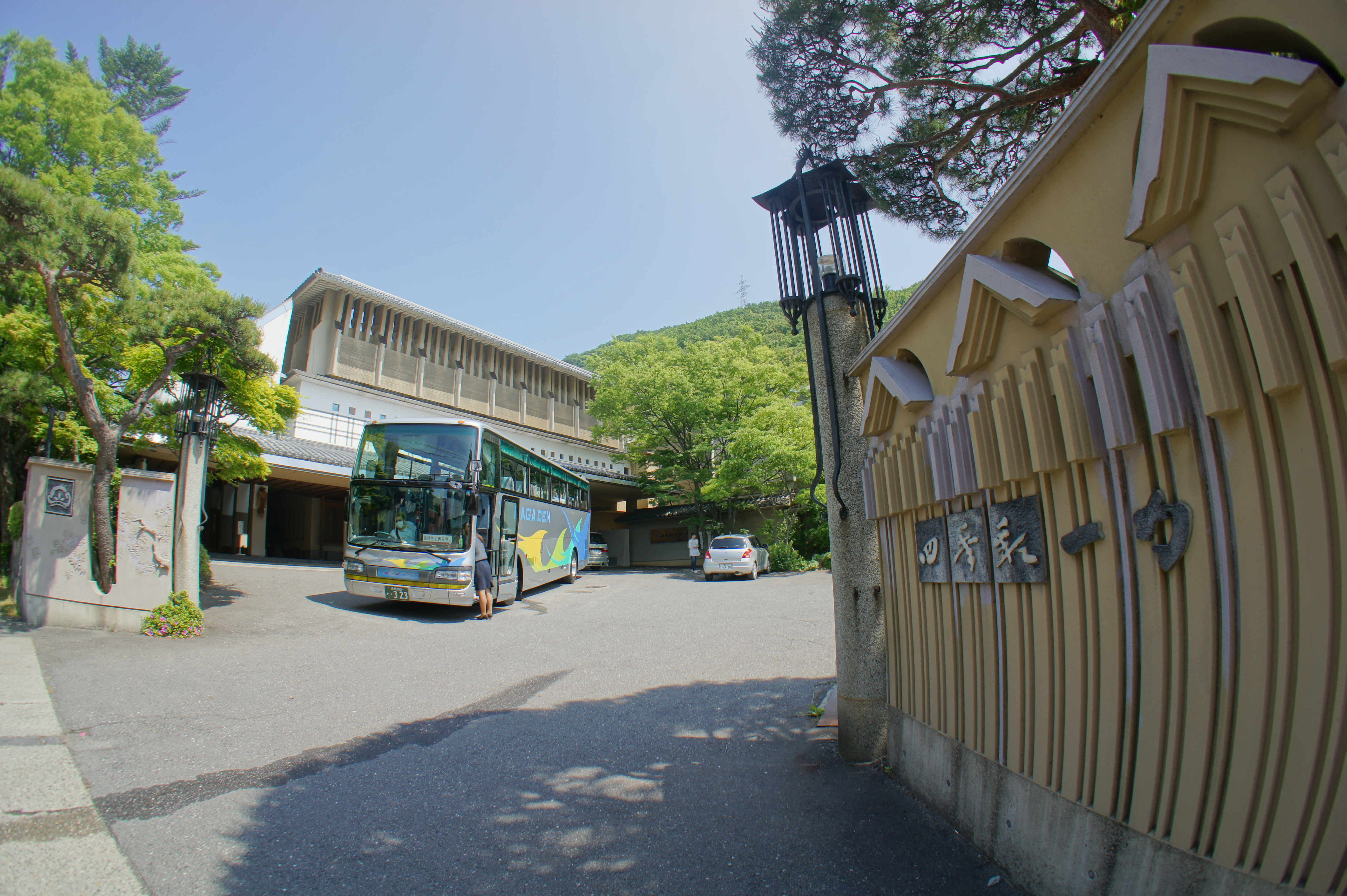
温泉宿（四季彩一力）

## その他
「山あいの温泉の駅として親しまれている駅舎」として、東北の駅百選に選定された。

## 隣の駅
東日本旅客鉄道（JR東日本）
■磐越西線
□快速「あいづ」
喜久田駅 - 磐梯熱海駅 - 猪苗代駅
□快速
喜久田駅 - 磐梯熱海駅 - （一部川桁駅） - 猪苗代駅
■普通
安子ケ島駅 - 磐梯熱海駅 - 中山宿駅

### 記事本文
1. 1 2  歴史でめぐる鉄道全路線 国鉄・JR 6号、15頁
2. 1 2  歴史でめぐる鉄道全路線 国鉄・JR 6号、16頁
3. 1 2 3 4 5 6  “駅の情報（磐梯熱海駅）：JR東日本”.   東日本旅客鉄道. 2022年10月7日時点のオリジナルよりアーカイブ。2022年10月7日閲覧。
4. 1 2 3 4 5  『週刊JR全駅・全車両基地』第50号、朝日新聞出版、2013年8月4日、23頁、2018年7月9日閲覧。
5. 1 2 3  歴史でめぐる鉄道全路線 国鉄・JR 6号、14頁
6. 1 2 3  石野哲（編）『停車場変遷大事典 国鉄・JR編 Ⅱ』（初版）JTB、1998年10月1日、514頁。ISBN 978-4-533-02980-6。
7. ↑  原武史『昭和天皇御召列車全記録』新潮社、2016年9月30日、154頁。ISBN 978-4-10-320523-4。
8. ↑  歴史でめぐる鉄道全路線 国鉄・JR 6号、17頁
9. ↑  『Suicaの一部サービスをご利用いただける駅が増えます』（PDF）（プレスリリース）東日本旅客鉄道、2013年11月29日。2024年11月13日閲覧。
10. ↑  “駅の情報（磐梯熱海駅）：JR東日本”.   東日本旅客鉄道. 2024年8月25日時点のオリジナルよりアーカイブ。2024年11月13日閲覧。
11. ↑  『Suicaエリア外もチケットレスで! 東北エリアから「えきねっとQチケ」がはじまります』（PDF）（プレスリリース）東日本旅客鉄道、2024年7月11日。オリジナルの2024年7月11日時点におけるアーカイブ。2024年7月31日閲覧。
12. 1 2  “JR東日本：駅構内図・バリアフリー情報（磐梯熱海駅）”.   東日本旅客鉄道. 2024年11月13日閲覧。

### 利用状況
1. 1 2  “各駅の乗車人員（2023年度）”.   東日本旅客鉄道. 2024年7月22日閲覧。
2. ↑  “各駅の乗車人員（2000年度）”.   東日本旅客鉄道. 2019年2月24日閲覧。
3. ↑  “各駅の乗車人員（2001年度）”.   東日本旅客鉄道. 2019年2月24日閲覧。
4. ↑  “各駅の乗車人員（2002年度）”.   東日本旅客鉄道. 2019年2月24日閲覧。
5. ↑  “各駅の乗車人員（2003年度）”.   東日本旅客鉄道. 2019年2月24日閲覧。
6. ↑  “各駅の乗車人員（2004年度）”.   東日本旅客鉄道. 2019年2月24日閲覧。
7. ↑  “各駅の乗車人員（2005年度）”.   東日本旅客鉄道. 2019年2月24日閲覧。
8. ↑  “各駅の乗車人員（2006年度）”.   東日本旅客鉄道. 2019年2月24日閲覧。
9. ↑  “各駅の乗車人員（2007年度）”.   東日本旅客鉄道. 2019年2月24日閲覧。
10. ↑  “各駅の乗車人員（2008年度）”.   東日本旅客鉄道. 2019年2月24日閲覧。
11. ↑  “各駅の乗車人員（2009年度）”.   東日本旅客鉄道. 2019年2月24日閲覧。
12. ↑  “各駅の乗車人員（2010年度）”.   東日本旅客鉄道. 2019年2月24日閲覧。
13. ↑  “各駅の乗車人員（2011年度）”.   東日本旅客鉄道. 2019年2月24日閲覧。
14. ↑  “各駅の乗車人員（2012年度）”.   東日本旅客鉄道. 2019年2月24日閲覧。
15. ↑  “各駅の乗車人員（2013年度）”.   東日本旅客鉄道. 2019年2月24日閲覧。
16. ↑  “各駅の乗車人員（2014年度）”.   東日本旅客鉄道. 2019年2月24日閲覧。
17. ↑  “各駅の乗車人員（2015年度）”.   東日本旅客鉄道. 2019年2月24日閲覧。
18. ↑  “各駅の乗車人員（2016年度）”.   東日本旅客鉄道. 2019年2月24日閲覧。
19. ↑  “各駅の乗車人員（2017年度）”.   東日本旅客鉄道. 2018年7月9日閲覧。
20. ↑  “各駅の乗車人員（2018年度）”.   東日本旅客鉄道. 2019年7月21日閲覧。
21. ↑  “各駅の乗車人員（2019年度）”.   東日本旅客鉄道. 2020年7月13日閲覧。
22. ↑  “各駅の乗車人員（2020年度）”.   東日本旅客鉄道. 2021年7月25日閲覧。
23. ↑  “各駅の乗車人員（2021年度）”.   東日本旅客鉄道. 2022年8月10日閲覧。
24. ↑  “各駅の乗車人員（2022年度）”.   東日本旅客鉄道. 2023年7月12日閲覧。